# Roderen
Roderen (deutsch Rodern) ist eine französische Gemeinde mit 906 Einwohnern (Stand 1. Januar 2022) im Département Haut-Rhin in der Region Grand Est (bis 2015 Elsass). 

## Geografie
Die Gemeinde Roderen liegt im Regionalen Naturpark Ballons des Vosges, 20 Kilometer westlich von Mülhausen am Fuß der Vogesen. Das Gemeindegebiet wird vom Baerenbach durchquert.

## Bevölkerungsentwicklung
| Jahr      | 1962 | 1968 | 1975 | 1982 | 1990 | 1999 | 2007 | 2019 |
| Einwohner | 631  | 644  | 682  | 769  | 817  | 863  | 867  | 902  |

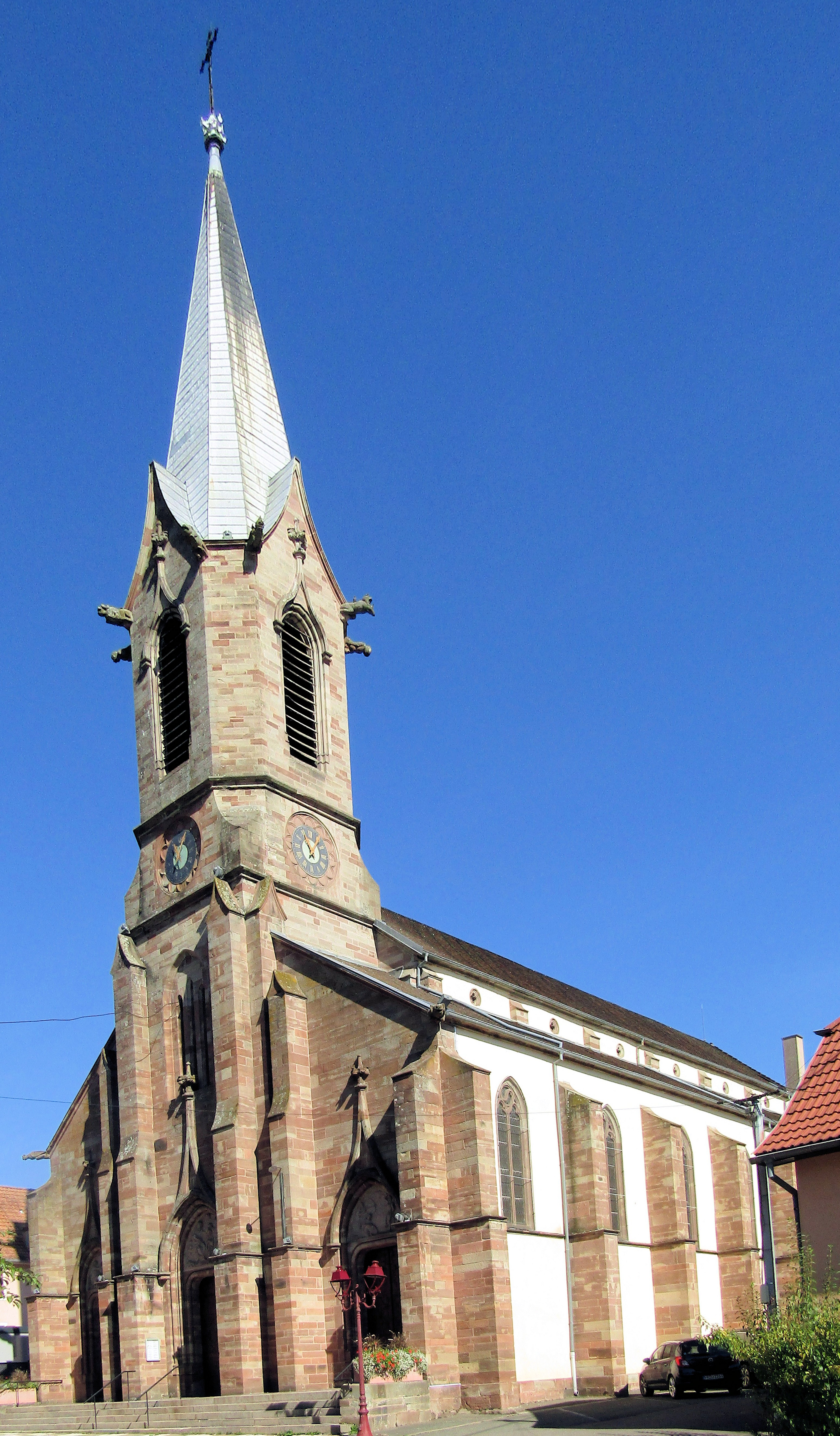
Kirche Saint-Laurent
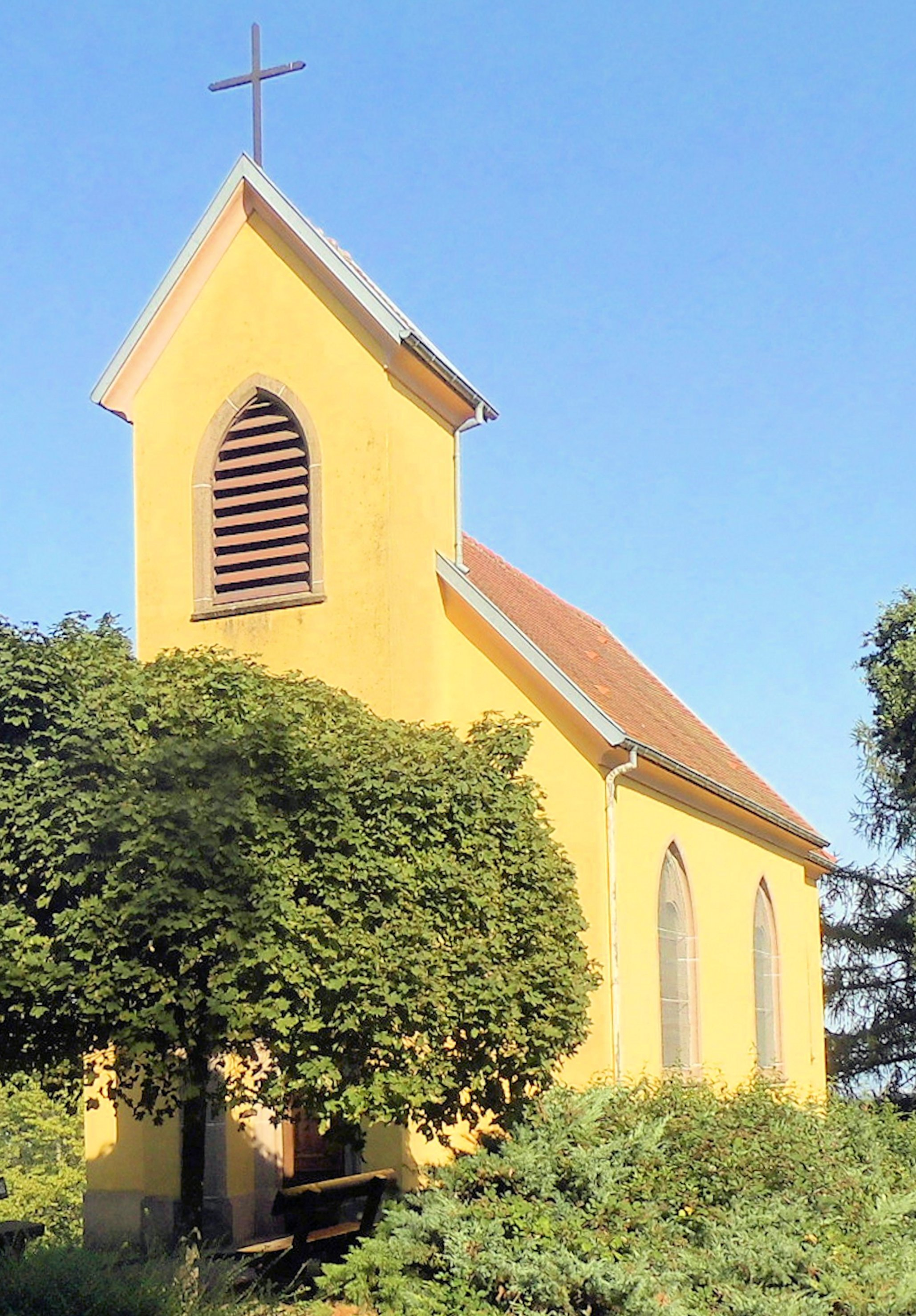
Kapelle Maria auf dem Rain